# Катастрофа шаттла «Колумбия»
Катастрофа шаттла «Колумбия» произошла в субботу 1 февраля 2003 года незадолго до окончания его 28-го полёта (миссия STS-107). Последний полёт космического челнока «Колумбия» начался 16 января 2003 года. Утром 1 февраля 2003 года после 16-суточного полёта шаттл возвращался на Землю. НАСА потеряло связь с кораблём примерно в 14:00 GMT (09:00 EST), за 16 минут до предполагаемой посадки на ВПП № 33 Космического центра имени Джона Кеннеди во Флориде — она должна была состояться в 14:16 GMT.
«Колумбия» полностью разрушилась на высоте 63 километра. Все 7 человек на борту погибли. Обломки шаттла упали на территорию штатов Техас и Луизиана.
В течение нескольких месяцев после трагедии проводилось расследование катастрофы. Специально созданная Комиссия по расследованию катастрофы шаттла «Колумбия» пришла к выводу, что причиной катастрофы стало разрушение наружного теплозащитного слоя на левой плоскости крыла челнока, вызванное падением на него куска теплоизоляции кислородного бака при старте корабля. Горячие газы проникли внутрь, что привело к перегреву пневматики левой стойки шасси, её взрыву, дальнейшему разрушению конструкции крыла и гибели шаттла.
Значительную роль в расследовании причин катастрофы сыграли данные, сохранившиеся в дополнительной системе фиксации бортовых параметров (Modular Auxiliary Data System (MADS)), установленной только на «Колумбии», как на самом первом лётном экземпляре серии. Система предназначалась для записи показаний бортовых датчиков с целью их детального послеполётного анализа, что было важно в первых испытательных полётах. Блок, фиксирующий показания датчиков на магнитный носитель, не будучи особым образом защищён, чудом уцелел, выполнив роль «чёрного ящика».
Все найденные обломки челнока в настоящее время хранятся в Космическом центре им. Джона Кеннеди.

## Экипаж

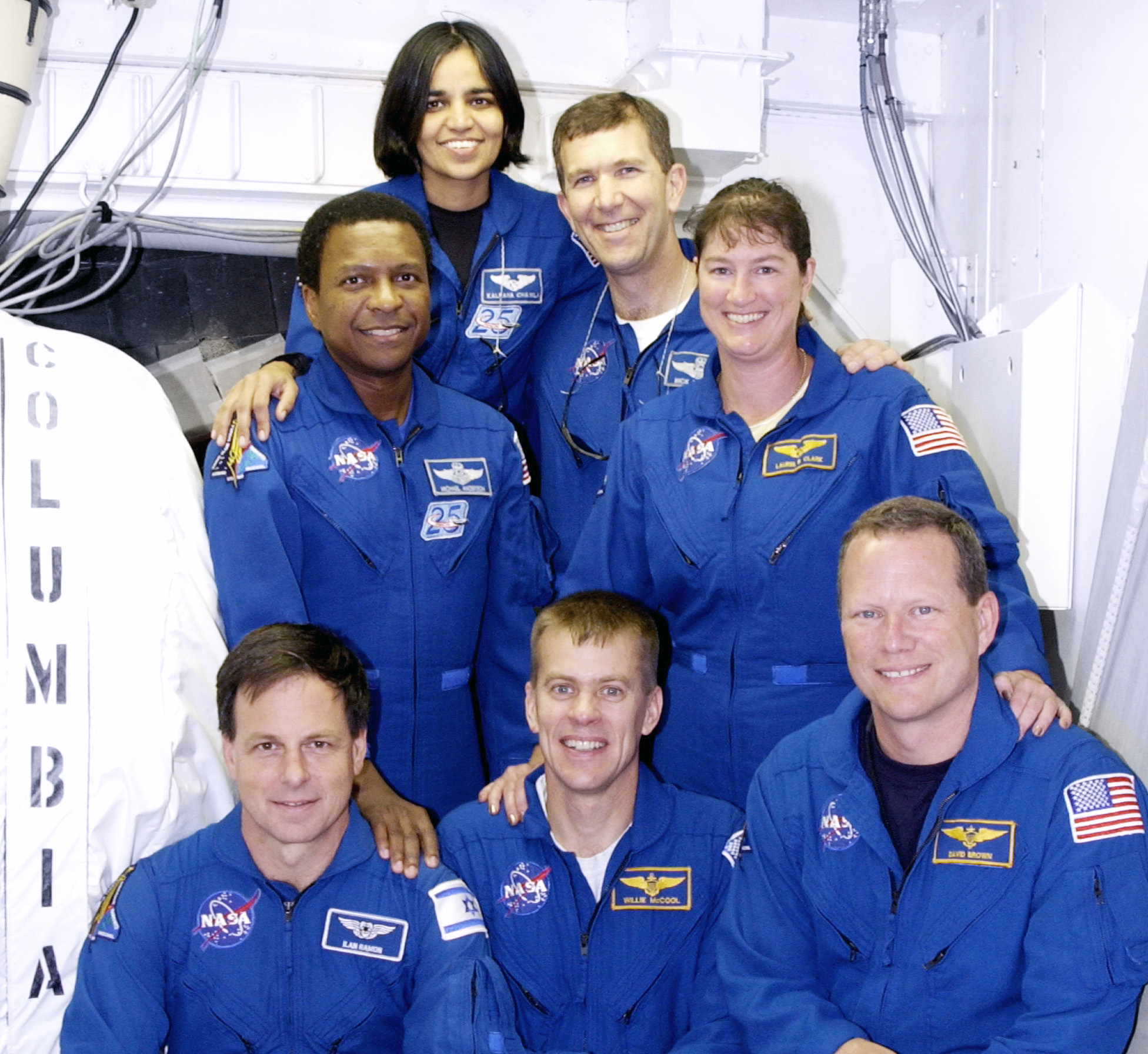
Экипаж STS-107. Сверху вниз: Чавла, Хазбанд, Андерсон, Кларк, Рамон, МакКул, Браун

Экипаж челнока «Колумбия» состоял из семи человек. Его состав был таким:
- Командир экипажа — 45-летний Ричард «Рик» Д. Хасбанд (англ. Richard «Rick» D. Husband). Военный лётчик США, полковник ВВС США, астронавт NASA. Провёл в космосе 25 дней 17 часов 33 минуты. До «Колумбии» был пилотом челнока STS-96 «Discovery».
- Второй пилот — 41-летний Уильям «Уилли» К. МакКул (англ. William «Willie» C. McCool). Лётчик-испытатель, астронавт NASA. Провёл в космосе 15 дней 22 часа 20 минут.
- Бортинженер — 40-летняя Калпана Чавла (англ. Kalpana Chawla). Научный сотрудник, первая женщина-астронавт NASA индийского происхождения. Провела в космосе 31 день 14 часов 54 минуты.
- Специалист по полезной нагрузке — 43-летний Майкл Ф. Андерсон (англ. Michael P. Anderson). Учёный, астронавт NASA. Провёл в космосе 24 дня 18 часов 8 минут.
- Специалист по зоологии — 41-летняя Лорел Б. С. Кларк (англ. Laurel B. S. Clark). Капитан ВМС США, астронавт NASA. Провела в космосе 15 дней 22 часа 20 минут.
- Научный специалист (врач) — 46-летний Дэвид Макдауэлл Браун (англ. David McDowell Brown). Лётчик-испытатель, астронавт NASA. Провёл в космосе 15 дней 22 часа 20 минут.
- Научный специалист — 48-летний Илан Рамон (англ. Ilan Ramon, ивр. אילן רמון‎). Первый израильский астронавт NASA. Провёл в космосе 15 дней 22 часа 20 минут.

## Хронология событий

### Повреждение челнока во время старта

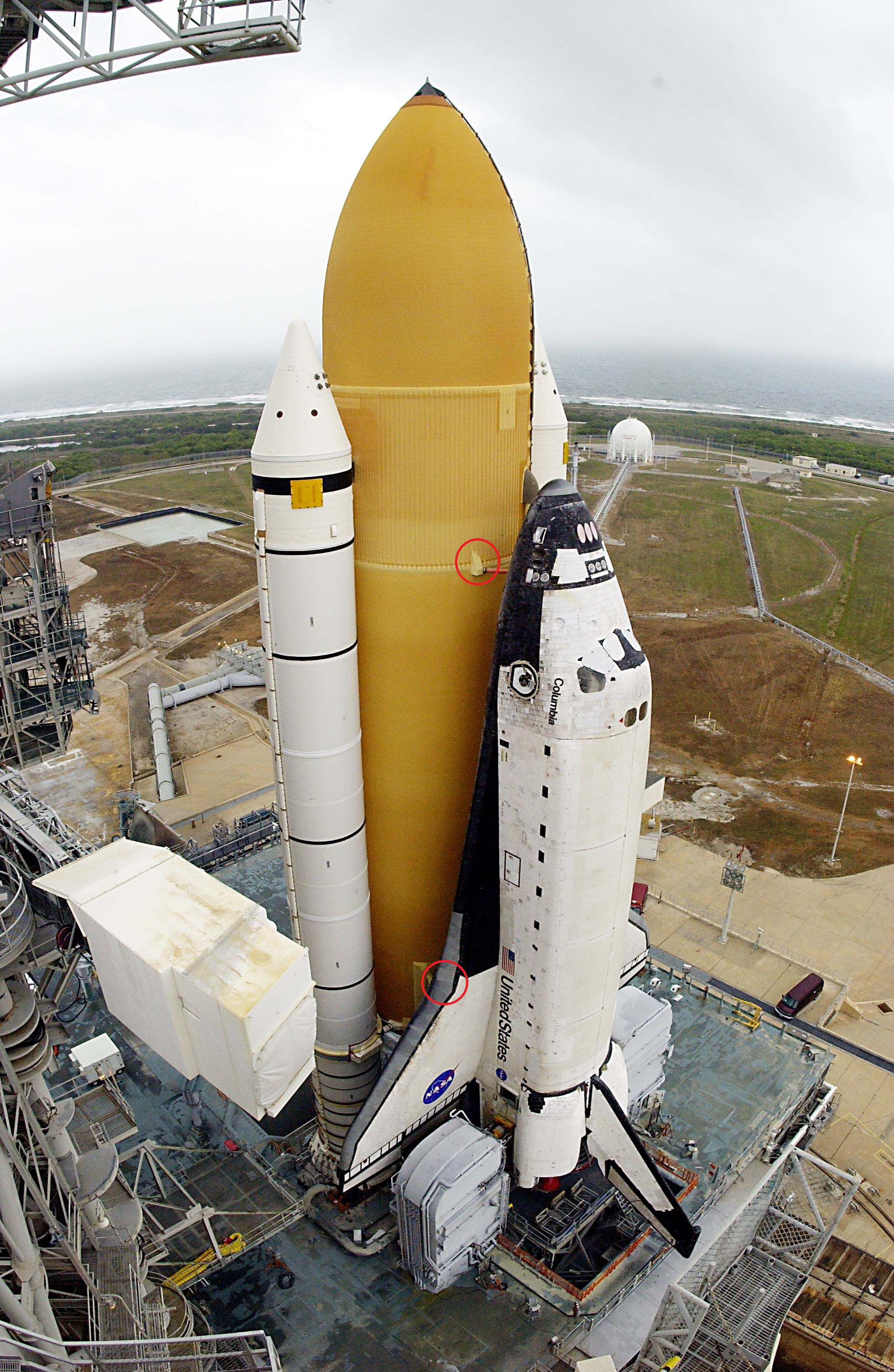
«Колумбия» незадолго до запуска. Отмеченная кругом область на внешнем топливном баке — левый обтекатель из пены, а отмеченная кругом область на челноке — зона, куда он упал.

Внешний топливный бак челноков покрывался термоизоляционным покрытием, предназначенным для предотвращения образования наледи на оболочке бака, заправленного жидким кислородом и водородом.
Примерно на 82 секунде после старта от левого обтекателя крепления шаттла к внешнему баку отделился кусок изоляции, который с силой ударил по углепластиковой панели левого крыла «Колумбии». Как показали последующие натурные эксперименты, подобный удар мог оставить после себя пробоину диаметром 15—25 см.

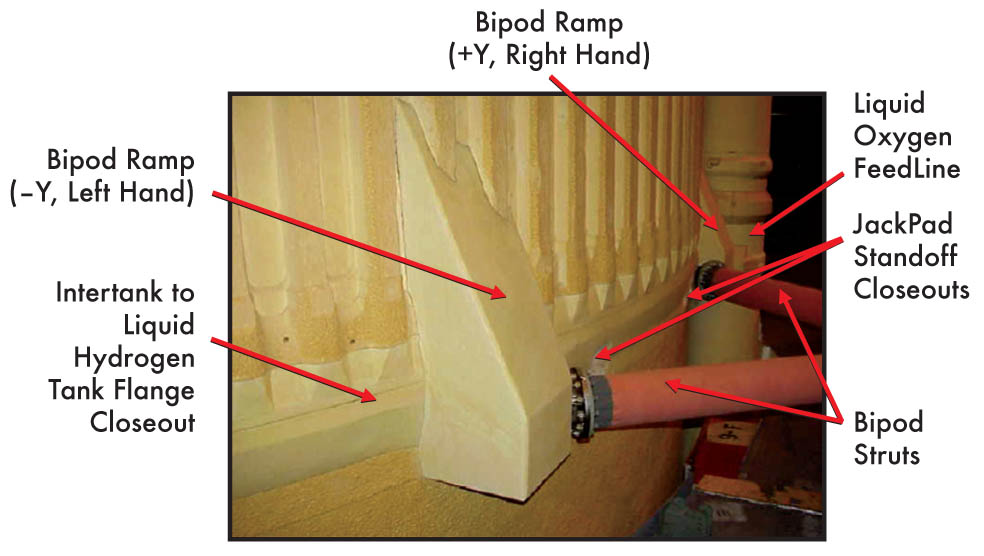
Внешний вид левого обтекателя

Обтекатель крепления полностью выполнялся из термоизолирующего вспененного материала и служил для снижения аэродинамической нагрузки на крепление. Отделение обтекателя отмечалось и в прошлых запусках — STS-7 (1983), STS-32 (1990), STS-50 (1992) и STS-112 (2002). Все эти запуски были признаны успешными, «отделению изоляции» (англ. foam shedding) не было придано должного внимания, и оно было признано нормальным. При запуске миссии STS-112 впервые была задействована видеокамера, закреплённая на внешнем топливном баке. В ходе старта от обтекателя отделился кусок, который ударился о соединительное кольцо в месте крепления левого твёрдотопливного ускорителя к внешнему баку, оставив после себя вмятину 10 см шириной и 7,5 см в глубину. Проанализировав эти данные, специалисты НАСА пришли к выводу, что «дополнительно выявленный риск от ударов теплоизоляции не представляет угрозы для эксплуатации внешнего бака» (англ. «the ET is safe to fly with no new concerns (and no added risk)» of further foam strikes).

Момент удара обтекателя о поверхность крыла челнока

В видеозаписи, полученной при старте миссии STS-112, было выявлено, что обломки изоляции ударили по левому крылу, что могло привести к повреждению теплоизолирующего покрытия космического челнока. К тому времени точное место удара не было известно из-за низкого разрешения записывающей камеры. Несмотря на возникшие риски, на совещании НАСА 31 октября 2002 года эксплуатацию челноков было решено продолжить.

### Оценка повреждений
Как и в случае с катастрофой «Челленджера», руководство НАСА не смогло адекватно оценить опасения специалистов о возможной проблеме повреждения челнока и не отреагировало в должной мере на запросы инженеров об осмотре места удара астронавтами. Технические специалисты трижды направляли запрос в Министерство обороны США для получения изображений находящегося на орбите челнока для оценки полученных повреждений. Руководство НАСА не содействовало запросам, а в некоторых случаях вмешивалось во взаимодействие, не давая представителям военного ведомства оказывать необходимую помощь.
Большое внимание было уделено оценке риска повреждения теплозащитного слоя, которая была разделена на две категории: возможное повреждение силикатной плитки в нижней части поверхности крыла и возможное повреждение панелей укреплённого углепластика. В распоряжении специалистов НАСА был инструмент по симуляции удара мелких снарядов (например, кусков льда) о теплозащитный слой. Инструмент имел несколько недостатков и упущений, в частности, он предназначался для оценки повреждений, оставляемых маленькими, размером с горошину, кусками льда, а не большими кусками теплоизоляционной пены. Даже с этими допущениями выкладки показывали, что в 1 из 15 случаев термозащитный слой из углепластика пробивался насквозь. В электронной переписке руководство задавало вопрос, может ли быть более низкая плотность теплоизолирующей пены «смягчающим» фактором в случае оценки повреждений панелей. Несмотря на сомнения инженеров о возможной большой энергии удара пены, руководство уверилось, что сквозной пробой панелей из углепластика маловероятен.
Руководство управления миссией посчитало, что удар теплоизоляционной пеной не является критически опасной ситуацией, вследствие чего отменило один из запросов в Министерство обороны о предоставлении изображений.
23 января директор по полёту Стив Стич направил электронное письмо командиру «Колумбии» Хасбанду и пилоту МакКулу, в котором развеял опасения по поводу безопасности возвращения на Землю.

### Разрушение челнока

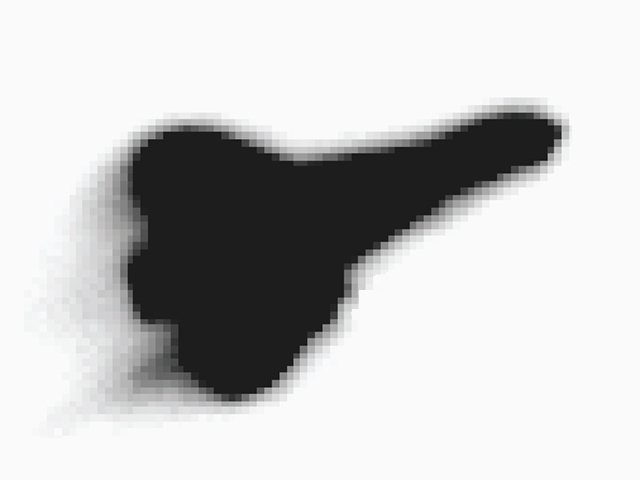
«Колумбия» примерно в 08:57. Уже началось отделение обломков от левой (снизу) плоскости крыла. Видео. Изображение было сделано на оптическом полигоне Starfire на Киртланд (авиабаза)

1 февраля 2003 года в 08:15:30 (EST) челнок «Колумбия» начал свой спуск на Землю. В 08:44 челнок начал входить в плотные слои атмосферы. По данным Modular Auxiliary Data System, передняя кромка левого крыла начала нагреваться значительно сильнее, чем это было в прошлые полёты «Колумбии». В 08:50:53 «Колумбия» входит в 10-минутный период, во время которого корпус корабля подвергается наиболее тяжёлым тепловым нагрузкам. В 08:53:46 от крыла начали отваливаться обломки.

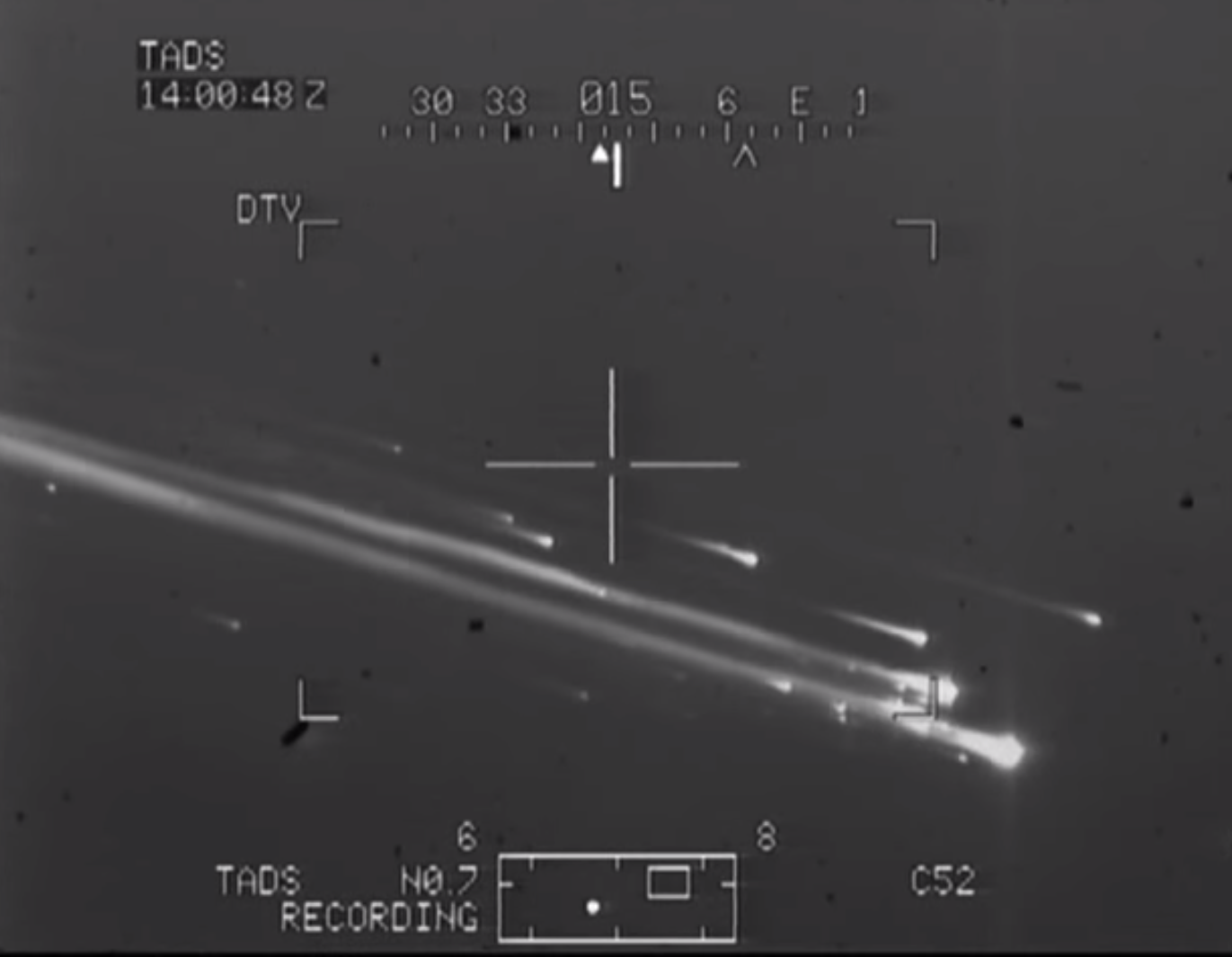
«Колумбия» разрушилась (кадр видеосъёмки с военного вертолёта)

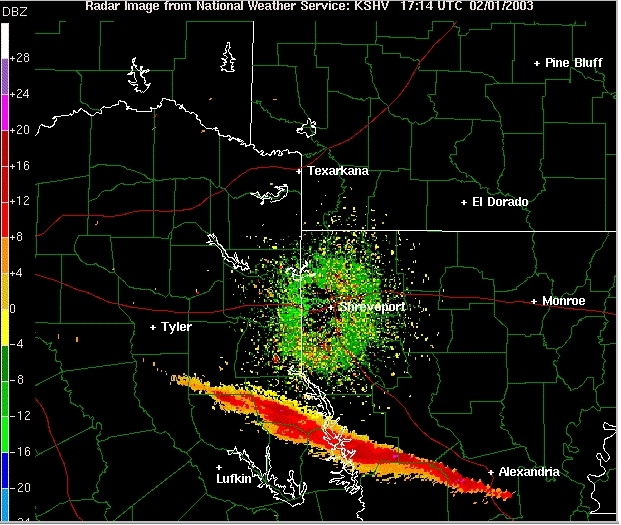
Обломки «Колумбии» (отмечены красным, оранжевым и жёлтым цветом), обнаруженные радаром National Weather Service над Техасом и Луизианой. Направление движения слева направо

В 08:54:24 оператором по механическим системам и жизнеобеспечению орбитера Джеффом Клингом (The Maintenance, Mechanical, and Crew Systems (MMACS) officer) была обнаружена неисправность четырёх датчиков гидравлической системы в левой плоскости крыла, показывающих значения ниже предела чувствительности. В 08:59:15 отказали датчики давления в обеих шинах левой стойки шасси. Оператор связи (CAPCOM) сообщил экипажу, что в Центре управления знают о таком факте и активно разбираются с показаниями датчиков, добавив, что последнее сообщение с борта для группы управления полётом было неразборчивым.
В 08:59:32 с борта было отправлено последнее сообщение командира корабля: «Roger, uh, bu — [оборвалось на полуслове]…». Это была последняя связь с «Колумбией. В этот же момент Центр управления полётом получил последние данные телеметрии. Офицер связи (INCO) Лаура Хоппе сообщает руководителю полётов, что этот перерыв связи ожидаем и связан с тем, что хвост челнока заслонил антенну корабля от спутника связи. К 09:00:18, по данным любительской видеосъемки, челнок полностью разрушился на множество обломков.

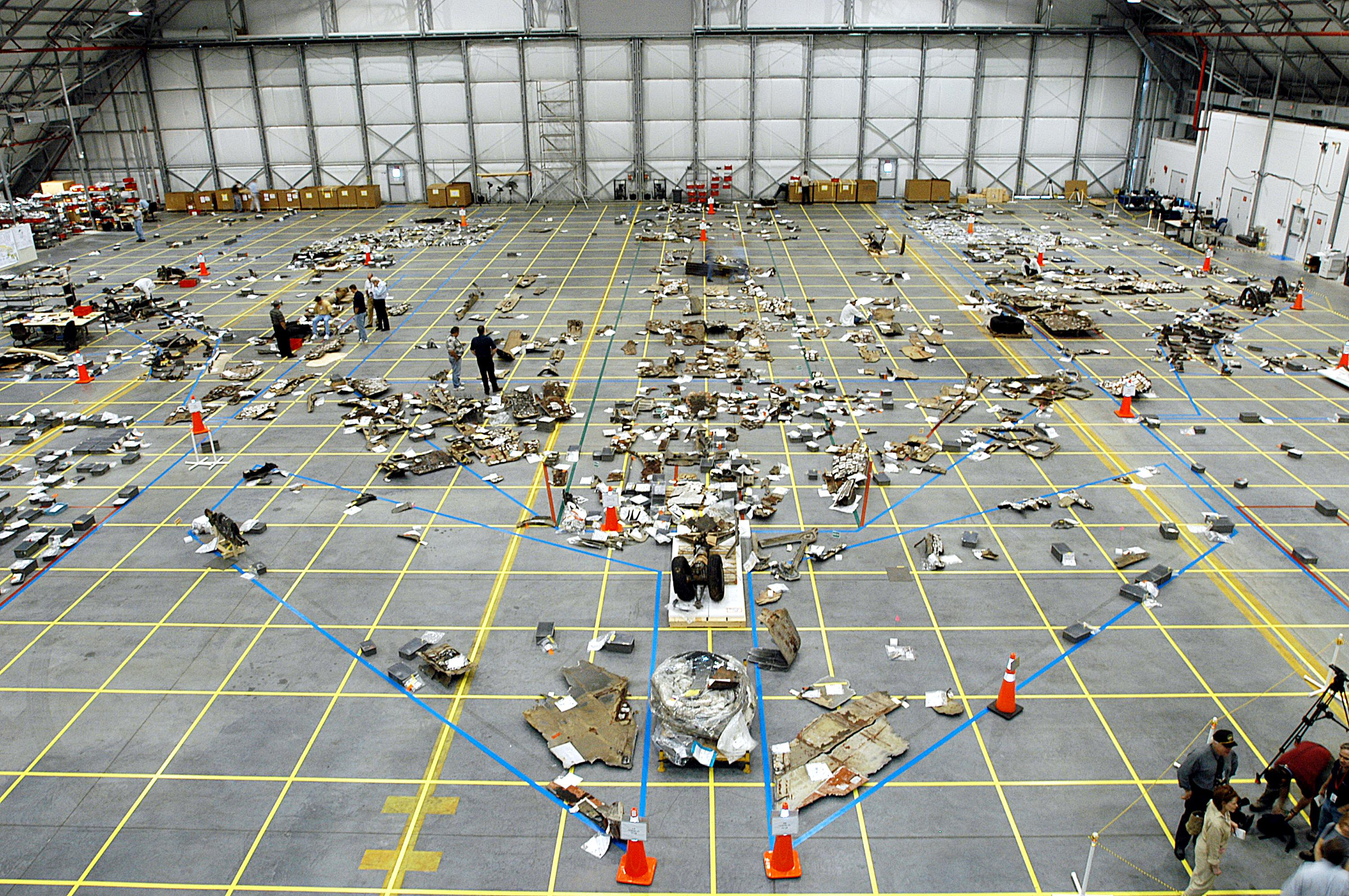
Собранные обломки челнока

В 09:12:39 в ЦУП поступает информация, что один из телеканалов в Хьюстоне демонстрирует в прямом эфире кадры разрушения шаттла. В ЦУПе объявляется тревога (угроза потери корабля). Начинается аварийная процедура, при которой не разрешается покидать или входить в помещение пультовой, а операторы обязаны сохранить всю имеющуюся информацию для последующего расследования.

## Расследование

### Первичное расследование
Расследование причин катастрофы «Колумбии» с самого начала было сконцентрировано на ударе теплоизолирующей пены. Предыдущие инциденты ударов льда и пены во время старта челнока были хорошо известны и задокументированы (в частности, во время миссий STS-27, STS-45 и STS-87, когда ударом повреждалась обшивка челноков).

### Комиссия по расследованию причин катастрофы

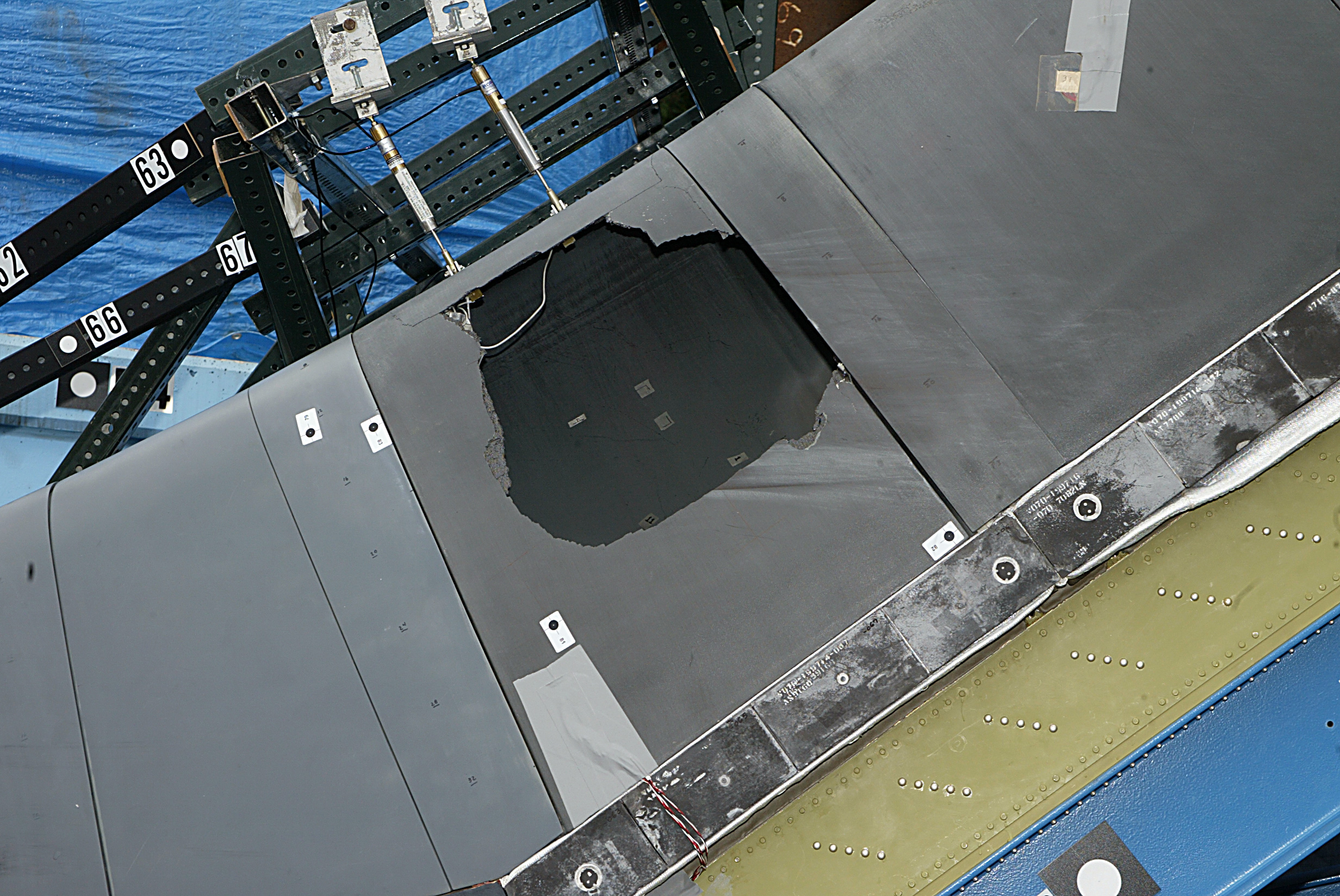
Демонстрация пробитой панели из укреплённого углепластика в результате натурных испытаний.

В соответствии с протоколами, выработанными после крушения «Челленджера», была создана независимая Комиссия по расследованию катастрофы. Её председателем стал адмирал Гарольд Геман.
Челноки серии «Спейс шаттл» не оснащались регистраторами полёта («чёрными ящиками»), все данные о телеметрии и состоянии аппарата передавались напрямую по радио в центр управления полётами. Однако «Колумбия» была первым кораблём серии, поэтому на борту был установлен бортовой самописец OEX (Orbiter EXperiments), использовавшийся при отладке корабля во время первых испытательных запусков челнока. После завершения испытаний самописец не был демонтирован и работал на протяжении всей эксплуатации «Колумбии». Данные, извлечённые из него, позволили членам Комиссии восстановить события, происходившие во время спуска и разрушения челнока. Время регистрации отказов датчиков левого крыла позволило восстановить процесс его разрушения. Вместе с анализом обломков, проведённым в Лихайском университете, и проведением серии испытаний это позволило сделать заключительный вывод о том, как происходила катастрофа.
Начиная с 30 мая 2003 года Юго-западный исследовательский институт проводил натурные испытания по обстрелу панелей из укреплённого углепластика, установленных на металлическом каркасе, блоком теплоизоляции, соответствующим по размерам и массе предполагаемому. Первичные сведения о катастрофе указывали, что удар мог прийтись на область панелей с 6 по 9. Испытательные удары по этой области вызывали только трещины и поверхностные повреждения панелей. После анализа данных самописца корабля область поражения удалось ограничить только одной панелью — восьмой. 7 июля, в процессе заключительных натурных испытаний, кусок теплоизоляции, выстреленный в углепластиковую панель 8, образовал в ней пробоину размерами 41 на 42 см. Это показало, что удар, полученный крылом «Колумбии» во время старта, мог серьёзно повредить теплозащитное покрытие крыла.

## Нематоды
На месте крушения учёные обнаружили среди обломков металлический контейнер с выжившими нематодами вида Caenorhabditis elegans, которые использовались в космических экспериментах. Некоторые потомки этих червей были доставлены в 2011 году шаттлом «Индевор» на МКС и стали участниками новых экспериментов.

## Культурное и общественное влияние катастрофы

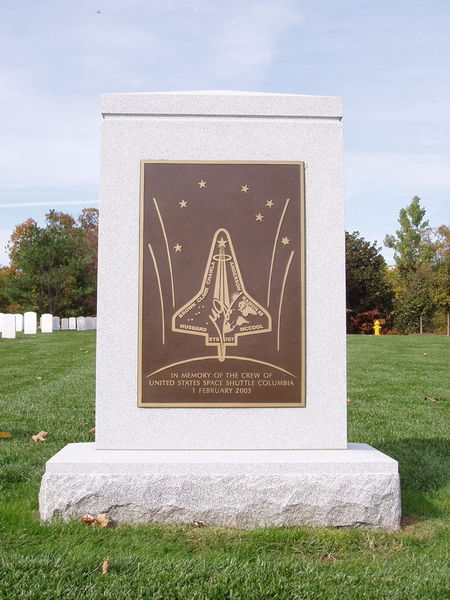
Мемориал экипажу «Колумбии» на Арлингтонском национальном кладбище

- Серия «Последний полёт Колумбии» документального сериала «Секунды до катастрофы» рассказывает о ходе расследования катастрофы. В серии приведены интервью родственников членов экипажа и нескольких членов комитета по расследованию. В телесериале рассказывается, что НАСА были в курсе о повреждениях шаттла и теоретически могли отправить второй шаттл для оказания помощи экипажу и его эвакуации на Землю, но из-за угрозы сокращения финансирования МКС отказались от этой идеи.
- В честь погибшего экипажа шаттла один из суперкомпьютеров NASA был назван «Columbia»[18].
- Одна из вершин в Колорадо была названа Колумбия Пойнт. На горе установлен мемориал в честь погибшего экипажа.
- В память о погибших астронавтах Стив Морс, гитарист британской рок-группы «Deep Purple», написал инструментальную композицию «Contact Lost», вошедшую в альбом «Bananas» 2003 года. Права на неё музыкант подарил членам семей последнего экипажа «Колумбии».
- В память о катастрофе швейцарская группа The Evpatoria Report выпустила композицию Taijin Kyofusho.